# Торре-дель-Дьяволо
Торре-дель-Дьяволо (итал. Torre del Diavolo), Башня дьявола или Чёртова башня — одна из четырнадцати средневековых башен города Сан-Джиминьяно, расположена в северной части площади Чистерна и является частью дворца Кортези.

## История
Существует несколько версий происхождения названия. Одна история рассказывает о том, как владелец башни, богатый купец, вернувшись из торговой поездки, не узнал свою башню. Ему показалось, что за время его отсутствия башня стала намного выше. Купец смог объяснить это только вмешательством тёмных потусторонних сил.

## Описание
Входом в башню служит портал высотой в два яруса, который, видно, раньше был проходом на Золотую улицу ремесленников. Верхние этажи башни полны отверстий, которые остались от деревянных балок, формировавших галереи. Они были сооружены, чтобы жители башни могли переходить из одной комнаты в другую, не выходя на улицу. Также на каждом этаже есть узкое окно, выполнявшее оборонительную функцию. В Средние века это было важнее освещённости. У подножия башни находится колодец — излюбленное место туристов на Пьяцца делла Чистерна. Сама башня построена из белого известняка, а прилегающий к ней дворец — из более тёмного камня.